# مطار كيركي

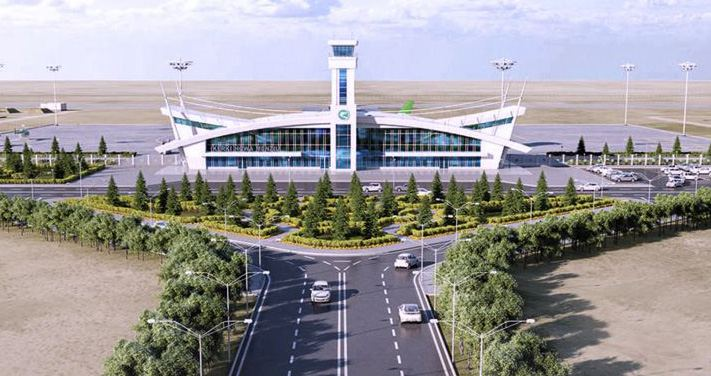
مطار كيركي

مطار كيركي (بالتركمانية: Kerki halkara howa menzili )‏، (إياتا: KEA، إيكاو: UTAE) هو مطار دولي يقع في بلدة كيركي، تركمانستان.أفتتح المطار في 23 يونيو 2021.

## شركات الطيران
| شركـات طيـران    | الوجهات                       |
| ---------------- | ----------------------------- |
| طيران تركمانستان | مطار عشق آباد الدولي، Daşoguz |